# جون أوسبورن (سياسي أسترالي)
جون أوسبورن (بالإنجليزية: John Osborne)‏ هو سياسي أسترالي، ولد في 1 ديسمبر 1878، وتوفي في 19 فبراير 1961. حزبياً، نشط في حزب العمال الأسترالي. وقد انتخب عضو الجمعية التشريعية نيو ساوث ويلز.